# セッサ・アウルンカ
セッサ・アウルンカ（伊: Sessa Aurunca）は、イタリア共和国カンパニア州カゼルタ県にある、人口約20,000人の基礎自治体（コムーネ）。

## 地理

### 位置・広がり

#### 隣接コムーネ
隣接するコムーネは以下の通り。括弧内のLTはラティーナ県所属を示す。
- カリーノラ
- カステルフォルテ (LT)
- チェッロレ
- ファルチャーノ・デル・マッシコ
- ガッルッチョ
- ミントゥルノ (LT)
- モンドラゴーネ
- ロッカ・デヴァンドロ
- ロッカモンフィーナ
- サンティ・コズマ・エ・ダミアーノ (LT)
- テアーノ

### 気候分類・地震分類
セッサ・アウルンカにおけるイタリアの気候分類 (it) および度日は、zona C, 1355 GGである。
また、イタリアの地震リスク階級 (it) では、zona 2 (sismicità media) に分類される。

## 行政

### 分離集落
セッサ・アウルンカには、以下の分離集落（フラツィオーネ）がある。
- Aulpi, Avezzano, Baia Azzurra-Levagnole, Baia Domizia, Carano, Casamare, Cascano, Castellone, Cescheto, Corbara, Corigliano, Cupa, Fasani, Fontanaradina, Gusti, Lauro, Levagnole, Li Paoli, Maiano, Marzuli, Piedimonte Massicano, Ponte, Rongolise, San Carlo, San Castrese, San Limato, San Martino, Santa Maria a Valogno, Sorbello, Tuoro, Valogno, Vigne, Zelloni